# Шкапская, Мария Михайловна
Мари́я Миха́йловна Шка́пская (урожд. Андре́евская; 3 [15] октября 1891 или 15 октября 1891, Санкт-Петербург — 7 сентября 1952, Москва) — русская поэтесса и журналистка.

## Биография
Старшая из пятерых детей в семье мелкого чиновника министерства земледелия. Из-за болезни родителей (паралич матери и психическое заболевание отца) вынуждена была с 11 лет зарабатывать себе на хлеб: работала прачкой, мыла полы, писала прошения и письма на почте, выступала статисткой в украинской театральной труппе. Окончила Петровскую гимназию, затем — два курса Петербургского психоневрологического института. В 1910 году вышла замуж за своего сокурсника Глеба Орестовича Шкапского.
После Ленского расстрела вышла на демонстрацию к Казанскому собору, была арестована, две недели просидела в тюрьме. Через год снова была арестована, после двух месяцев тюрьмы была приговорена к высылке в Олонецкую губернию. Однако по ходатайству московского филантропа Н. А. Шахова ей вместе с мужем и другом семьи И. М. Бассом было разрешено выехать в Европу. Окончила литературный факультет в Тулузе, затем прослушала годичный курс китайского языка в Париже. На Западе познакомилась с известными русскими литераторами.
В 1916 году вернулась в Россию.
В начале 1920-х годов по рекомендациям А. Блока, М. Кузмина и М. Лозинского была принята в члены петроградского Союза поэтов, представив к рассмотрению ещё не опубликованную книгу стихов «Mater Dolorosa» (1921). Всего в 1922—1925 годах издала семь поэтических сборников, а также книгу стихов для детей.
В 1925 году оставила поэзию и занялась журналистикой. Работала разъездным очеркистом в газете «Правда» и в ленинградской «Красной газете». Побывала в самых разных уголках страны — в Белоруссии, Средней Азии, в Сибири.
В 1936 году, после похорон Горького, выехала на Дальний Восток для работы над книгой. По возвращении в том же году переехала в Москву в связи с переводом туда мужа.
С началом Великой Отечественной войны была зачислена в Литгруппу при Совинформбюро. Во время бомбёжек работала в медико-санитарном звене. Писала очерки для ВОКСа, Антифашистских комитетов и Радиокомитета.
Интересовалась собаководством, устраивала выставки, вывела породу коричневых пуделей с различными оттенками.
В 1942 году перенесла парез левой стопы. Лишённая возможности свободно передвигаться, в 1947 году попала под машину, в начале 1950 года — под поезд, в обоих случаях с тяжёлым сотрясением мозга.
Скоропостижно скончалась от инфаркта 7 сентября 1952 года на выставке собак в Сокольниках. Похоронена на Введенском кладбище (11 уч.).

### Семья
- Муж — Глеб Орестович Шкапский (1891—1962). Сын земского деятеля, комиссара Временного правительства по Семиречью Ореста Авенировича Шкапского.
- Брат — Иван Михайлович Андреевский, богослов, литературовед, врач-психиатр.
- Дети — Валерий (1916/17—1979), Артемий (1918—1996), Светлана (1928—2017).

## Творчество
В периодике появилась впервые в 1910 году со стихотворением на смерть Льва Толстого.
Ранние стихи Шкапской, составившие сборник «Час вечерний» (1922), написаны в духе умеренного акмеизма и достаточно традиционны. Напротив, поэзия Шкапской начала 1920-х годов очень самобытна. Шкапская разрабатывала преимущественно тему «женской Голгофы» — страстного пути любовницы, жены, матери. Её поэзии присуще сочетание натурализма с психологизмом, она посвящена темам потери девственности, зачатия, деторождения, аборта и т. д. Помимо модной проблемы «реабилитации плоти», все эти явления интерпретируются Шкапской в мистическом ключе. Через материнство лирическая героиня испытывает чувство мистической связи с матерью-землёй, а Россия, переживающая муки творения нового мира, предстаёт в стихах Шкапской роженицей. Вместе с тем в стихах ощущается неприятие крови, проливаемой во имя революции — с женской, «природной» мотивировкой, так как женщина-мать не приемлет насилия и убийства. Героиня её стихов предстаёт как хранительница древнего знания:
…И какие древние тайны
В крови бессменной моей —
От первых дней мирозданья
Хранятся до наших дней.
Характерной для Шкапской является форма стихов, записанных как проза, без специфической стиховой графики:

Причастницей войду в твою постель, закрыв глаза и открывая губы, и будет медь звенящая и трубы, и закачается над нами лёгкий Лель.
А после, горестно простёрты перед ним, узнаем мы, что жертва неугодна, и будет стлаться горько и бесплодно её пустой и легковейный дым.

Особняком в творчестве Шкапской стоит выдержанная в экспрессионистской манере поэма «Явь» (1922) о зверствах гражданской войны.
Стихи Шкапской были сочувственно приняты самыми разными по идейным и творческим позициям писателями. Так, Павел Флоренский называл её «подлинно христианской — по душе — поэтессой» и ставил вровень с Цветаевой и Ахматовой. Максим Горький писал Шкапской: «До Вас женщина ещё не говорила так громко и верно о своей значительности». Тем не менее, в середине 1920-х годов творчество Шкапской подверглось резким нападкам советской критики: в ряде рецензий говорилось о «пагубности» мировоззрения поэтессы, «насквозь физиологичном и иррациональном», которое «заводит в тупик», а сама поэтесса была названа «эпигоном упадничества».
В результате во второй половине 1920-х годов Шкапская отошла от поэзии и в дальнейшем выступала в печати лишь с документальной прозой. По предложению Максима Горького работала над историей завода им. Маркса («Диспозиция боя» М. Шкапской (из истории завода им. Карла Маркса — быв. Лесснер). Вышли книги её очерков «Сама по себе», «Земные ремёсла», «Пятнадцать и один», «Вода и ветер».
В годы Великой Отечественной войны издала книгу «Это было на самом деле» — о зверствах фашистов на оккупированной территории.
В 1968 году была издана книга очерков Шкапской «Пути и поиски». Её поэзия была почти забыта в СССР, о ней вспомнили лишь в середине 1990-х годов. Первые переиздания стихов Шкапской осуществлены в 1994 году.
Личный архив Шкапской хранится в Российском государственном архиве литературы и искусства (РГАЛИ. Ф. 2182).

### Поэзия
- Mater dolorosa. [Стихи]. Пг.: [Неопалимая купина], 1921. — 33, [3] с.
  - Изд. 2-е. Ревель—Берлин: Библиофил, [1922]. — 32, [2] с.
- Барабан Строгого Господина. [Стихи]. [Берлин: Огоньки, 1922]. — 57, [7] с.
- Кровь-руда. [Стихи]. Пг.—Берлин: Эпоха, 1922. — 29, [2] с.
  - Изд. 2-е. М.: Всерос. союз поэтов, 1925. — 29, [2] с.
- Час вечерний: Стихи (1913—1917). Пг.: Мысль, 1922. — 54 с.
- Ца-ца-ца. [Рассказы в стихах]. Берлин: Манфред, 1923. — 37, [4] с.
- Явь: Поэма. М.—Пг.: Круг, 1923. — 26, [2] с.
- Земные ремёсла. [Стихи]. М.: Всерос. союз поэтов, 1925. — 30, [1] с.
- Алёшины галоши. [Стихи для детей]. Л.—М.: Радуга, 1925. — [12] с.
  - То же. [Л.]: Радуга, [1927]. — [11] с.
- Стихи = Poems / Вступ. ст. Б. Филиппова и Е. Жиглевич. London: Overseas publ. interchange, 1979. — 141 с.
- Стихи / [Предисл. М. Л. Гаспарова]. М.: Б.и., 1994. — 150 с.
- Стихотворения / Сост. Г. М. Прашкевич и Р. Х. Солнцев. Красноярск: Платина, 1999.
- Час вечерний: Стихи / Сост. М. И. Синельников. СПб.: Лимбус Пресс, 2000.

### Проза
- «Хаджи». Очерк. Журнал «Красная панорама», октябрь 1929 (илл. Усто Мумина).
- Сама по себе. [Очерки]. Л.: изд-во писателей в Ленинграде, [1930]. — 312, [2] с.
- Вода и ветер. (Дальний Восток). [Очерки]. М.—Л.: Огиз — ГИХЛ, 1931. — 252, [2] с.
- Пятнадцать и один. [Ленинград и др. индустр. центры СССР. Очерки]. Л.: изд-во писателей в Ленинграде, 1931. — 292, [2] с.
- Человек работает хорошо. (Дальний Восток). [Очерки о людях]. Л.: Гослитиздат, 1938. — 248 с.
- Рассказы комсомольцев и о комсомольцах. М.: Правда, 1938. — 48 с.
- За жизнь бойца. [О донорстве]. М.: Огиз; Госполитиздат, 1941. — 8 с.
- Это было на самом деле. (Книга фактов). М.—Л.: Детгиз, 1942. — 62, [2] с.
- Семья бойца. [Очерки]. М.: [Воениздат НКО СССР], 1948. — 21, [2] с.
- Пути и поиски / Предисл. К. Накоряковой. М.: Сов. писатель, 1968. — 312 с.